# ススキノ・インターン〜マーケ学生ユキナの、スナック立て直し記〜
『ススキノ・インターン〜マーケ学生ユキナの、スナック立て直し記〜』（ススキノインターン マーケがくせいユキナのスナックたてなおしき）は、日本のテレビドラマ。北海道札幌市の繁華街であるすすきのを舞台として、経営学を学ぶ女子大学生が、経営難に陥っている飲酒店を再興させ、成長を遂げてゆく物語である。主演は加藤小夏。北海道テレビ放送（以下「HTB」と略）で、2025年3月23日から3月31日まで放送された（土曜・日曜深夜）。全4話。

## あらすじ
北海道の大学生のユキナは、成績優秀ながらも、就職活動では企業インターンシップでの不採用が続いている。大学のゼミの早川教授は、ユキナにマーケティングの実習課題として、経営難に陥っているスナックの再建を命じ、すすきののスナック「ゆかり」へ派遣する。ユキナは未知の世界であるスナックに戸惑いを感じつつも、大学の経済学部で学んだマーケティングの知識を使いこなし、スナックのママのゆかり、チーママの舞と力を合わせて、店の立て直しに奔走する。やがてユキナは、店の客たちの悩みや、そこから垣間見える北海道の地域課題をも解決してゆく。ユキナの存在はすすきのの地に変革をもたらし、ユキナ自身も成長を遂げてゆく。

## キャスト
ユキナ
演 - 加藤小夏（子供時代：北原いち華）
主人公。北海道の大学の3年生。経営学を専攻している。真面目一筋で優秀だが、不器用。
ゆかり
演 - 大塚寧々
すすきののスナック「ゆかり」のママ。ユキナを時に優しく、時に厳しく導く。
舞
演 - 酒井若菜
「ゆかり」のチーママ。自由奔放な性格のムードメーカー。
北野
演 - 渡辺いっけい
「ゆかり」の常連客。
早川
演 - 宇梶剛士
ユキナの通う大学の教授で、「ゆかり」の常連客。
農山
演 - 藤尾仁志（オクラホマ）
「ゆかり」の常連客。長沼町の酪農家。
若林
演 - 瀧原光（NORD）
「ゆかり」の新規客。
瞳
演 - 真矢ミキ
ゆかりのライバル店のスナック「ひとみ」のママ。
杏奈
演 - 阿部凜
スナック「ひとみ」のチーママ。
小雪
演 - 千堂あきほ
ユキナの母。

## スタッフ
- 脚本 - 政池洋佑[2]
- 演出 - 畔柳恵輔[8]
- 音楽 - 平沢敦士[14]
- 主題歌 - 烏兎-uto-「ハミング」[2]
- プロデューサー - 星悠平、鹿野俊二（北海道テレビ放送）[8]
- 企画・プロデュース - 松島有輝、水谷沙紀（博報堂DYメディアパートナーズ）[8]
- 共同制作 - 北海道テレビ放送、博報堂DYメディアパートナーズ[8]

## 製作
HTBと博報堂DYメディアパートナーズの2社の共同制作による初のテレビドラマである。北海道の地域課題を取り上げ、その解決策を作中で提示することで、ドラマを起点にした地域活性化を目指した作品でもある。
ローカル局によるドラマ製作は、大手プロダクションが近くになく、ドラマ制作のノウハウの蓄積もないために難易度が高いことが多いが、HTBは1990年代から年に1本のドラマを製作していたことから、ドラマ作りの土壌があることが幸いした。出演俳優も長期にわたって北海道に滞在する必要などから、予算としては東京で製作以上の予算が必要となるが、地元の学生のエキストラや応援スタッフらの協力により、ドラマの完成にこぎつけた。
スタッフ面では、脚本、演出、助監督、編集、音楽以外は札幌在住のスタッフで構成されており、その内の約8割のスタッフは、HTBが2022年から2023年にかけて製作したドラマ『弁当屋さんのおもてなし』にも携わっている。企画立案、脚本、キャスティング、スタッフの選定、撮影、編集、報道向けのプロモーションに至るまでは、そのすべての工程を、HTB編成局総合制作部プロデューサーの星悠平が行った。脚本は、シチュエーション・コメディを得意とする脚本家として、政池洋佑が起用された。

### 題材
製作にあたっては、「今までにない地方創生エンターテインメント」がテーマに掲げられた。約1年の企画会議の末に、北海道で製作する以上、単なるエンターテインメントではなく、視聴の前後で北海道民の生活が変化するような作品にしたいとの思いが、課題として挙げられた。
北海道にまつわる様々な案として、人口減少の問題や離農なども挙げられたが、様々な悩みを扱うことのできる場所として、スナックを舞台とすることが決定した。スナックという特性上、「若者に見てもらえるか」との懸念もあったが、星悠平は「うまくギャップをいかして、内容的にも目的通りに帰着できた」と語っている。プロデューサーの星悠平によれば、すすきのではコロナ禍の後に、2軒目に足を運ぶ客や、北海道外からの出張客が減っっている現状に着目し、「ドラマにすることで、道民の生活に近いところが少しでも変わるような仕掛けを施したかった」と語っている。

### 撮影
北海道での映画やドラマ製作では野外での撮影が主だが、野外での撮影が順調に進むかは天候に大きく左右され、出演者のスケジュール調整が困難となるために、本作は企画時よりスタジオでの撮影が中心となることが決定していた。比較的稼働率の低いHTB本社第2スタジオの活用と、長年にわたり北海道放送（HBC）がスタジオドラマを制作していた経緯もあり、HTBドラマの前作「弁当屋さんのおもてなし」を担当した北海道美術センターや、本作を担当した北海道共立などテレビドラマのノウハウがある会社が札幌にもあるため環境が整備されたことも背景もあった。舞台の中心となるスナックも実在のスナックではなく、HTB第2スタジオ内にセットを組んで撮影された。
「スタジオで撮影するのに北海道で撮る意味があるのか」との声もあったが、星悠平は、「札幌で撮影してこその空気感が出た」「北海道で暮らす我々だから切り取ることのできる映像や風景、空気がたくさん入っている」と語った。出演者の1人である酒井若菜も「札幌には札幌フィルターがかかっている」と語っていた。
当初はスナックの中だけで物語が完結する予定であったが、「すすきのの画（え）は見たい」との声があったことで、ススキノでのロケーションも行われた。作中に登場するライバル店のスナックの場面では、すすきのにある実在のスナック「パピロン」が撮影地として用いられた。主人公と恩師である大学教授の大学での講義の場面は北海道武蔵女子大学で撮影され、北海道武蔵女子大学・短期大学の学生や、星槎道都大学の学生たちもエキストラとして参加した。

## 放送日程
| 話数  | 放送日  | サブタイトル                           |
| ----- | ------- | -------------------------------------- |
| 第1話 | 3月23日 | この店、マーケティング的にゼロ点です。 |
| 第2話 | 3月24日 | 新規顧客を獲得します!                  |
| 第3話 | 3月30日 | スナック業界を復活させます!            |
| 第4話 | 3月31日 | 私の強みって、何だろう                 |

## 作品の評価
北海道新聞の記事においては、主人公の突飛に持ち出すスナック再建のアイディアを、スナックのママが軽やかに受け入れ、一度失敗した主人公に次の機会を与えるといった包容力が魅力とされており、政池洋佑が過去に脚本を手がけたドラマ『ミス・ターゲット』と同様に、本質的に優しい人たちを魅力的に描写している様子が評価されている。
ローカル局である北海道テレビでの放映と共に、TVerなどインターネット上の各配信サイトでも配信されており、第1話・第2話の配信後、TVerのお気に入り登録者数は、配信から5日後に1万人を突破した。SNSでも「ユキナの真剣に考えて行動する一生懸命さが伝わり、応援したくなる」「ほんわか楽しい最高ドラマ」など、話題となった。